# Římskokatolická farnost – děkanství Nový Bor
Římskokatolická farnost – děkanství Nový Bor (něm. Haida) je církevní správní jednotka sdružující římské katolíky na území města Nový Bor a v jeho okolí. Organizačně spadá do českolipského vikariátu, který je jedním z 10 vikariátů litoměřické diecéze. Centrem farnosti je kostel Nanebevzetí Panny Marie v Novém Boru.

## Historie farnosti
První kostel v Novém Boru (tehdy Haidě) byl vybudován na místě kostela dnešního v letech 1747-1749. Do roku 1787 spadal Nový Bor do farnosti Sloup, v roce 1786 byla zde zřízena samostatná farnost. V souvislosti s tím byl kostel v letech 1786-1788 přestavěn do  podoby, ve které je i ve 21. století. V roce 1928 byla farnost biskupem Josefem Grossem povýšena na děkanství.

### Duchovní správcové vedoucí farnost
Začátek působnosti jmenovaného v duchovní správě farnosti od:
- 1787 Ildefonsus Bierfeind, O. Schol. Piarum, † 30. 7. 1812
- 1813 par. vacat, cap. Jerem. Ullmann, O. Schol. Piarum
- 1814 Christin. Rubesch, O. Schol. Piarum, n. 17. 2. 1777 Neobolesl., o. 24. 9. 1801, † 18. 9. 1838
- 1835 Marcell. Steffen, O. Schol. Piarum, n. 7. 12. 1786 Teplitz, o. 22. 12. 1810
- 1853 Romualdus Künscher Ord. Piar. Schol.
- 1854 Florid. Kraus Ord. Piar. Schol. n. 9. 1. 1809 Oberleutensdorf, o. 25. 7. 1836
- 1861 Isid. Porazil, O. Schol. Piarum, n. 10. 3. 1812 Mor. Ketsch., o. 26. 7. 1843, † 6. 8. 1867
- 1868 Gotthard. Kraus, O. Schol. Piarum, n. 4. 2. 1841 Neobolesl., o. 11. 6. 1865
- 1871 Car. Watzina, n. 27. 12. 1829 Leitmeritz, o. 25. 7. 1854, † 14. 11. 1899
- 1888 par. vacat, admin. int. Anton. Ressel
- 1889 par. vacat, admin. int. Anton. Hauptmann
- 1891 Adolph. Lumpe, n. 30. 9. 1848 Schluckenau, o. 25. 7. 1874, † 1. 3. 1922
- 1924 František Mai, n. 8. 3. 1885 Kreibitz, o. 27. 9. 1908, † 9. 12. 1956
- 1. 6. 1955 Bohuslav Čálek
- 1. 8. 1957 Robert Vater
- 1. 11. 1978 Jan Křepinský
- 1. 4. 1979 Josef Pavlas, SDB
- 1. 7. 2017 Pavel Morávek, děkan
  - 21. 6. 2020 Petr Jurkulák, trvalá jáhenská služba[1]

Kromě kněží stojících v čele farnosti, působili ve farnosti v průběhu její historie i jiní kněží. Většinou pracovali jako farní vikáři, kaplani, katecheté, výpomocní duchovní aj.

## Území farnosti
Do farnosti náleží území těchto obcí:
- Arnultovice u Nového Boru
- Nový Bor

## Římskokatolické sakrální stavby na území farnosti
| | Fotografie | Stavba                         | Místo    | Bohoslužby                      | Zeměpisné souřadnice             | Status         | Číslo kulturní památky           |
| Kostel | Kostel     | Kostel                         | Kostel   | Kostel                          | Kostel                           | Kostel         | Kostel                           |
| --- | ---------- | ------------------------------ | -------- | ------------------------------- | -------------------------------- | -------------- | -------------------------------- |
| 1. |            | Kostel Nanebevzetí Panny Marie | Nový Bor | bližší informace o bohoslužbách | 50°45′32″ s. š., 14°33′25″ v. d. | farní kostel   | 40789/5-3166 (Pk•MIS•Sez•Obr•WD) |
| Oratorium |            |                                |          |                                 |                                  |                |                                  |
| 2. |            | Kaple sv. Josefa               | Nový Bor | bohoslužby příležitostně        | 50°45′31″ s. š., 14°33′28″ v. d. | oratoř na faře | —                                |
| Některé drobné sakrální stavby a pamětihodnosti lze dohledat zde v databázi Drobné sakrální památky Zaniklé sakrální stavby lze dohledat zde v databázi Poškozené a zničené kostely, kaple a synagogy v České republice |            |                                |          |                                 |                                  |                |                                  |

Ve farnosti se mohou nacházet i další drobné sakrální stavby, místa římskokatolického kultu a pamětihodnosti, které neobsahuje tato tabulka. Patří k nim kaplička sv. Rozálie v Arnultovicích, kterou jsou místní části Nového Boru.

## Farní obvod
Z důvodu efektivity duchovní správy byl vytvořen farní obvod (kolatura) sestávající z přidružených farností spravovaných excurrendo z farnosti – děkanství Nový Bor. 
Přehled těchto kolatur je v tabulce farních obvodů českolipského vikariátu.